# 오이 샌드위치

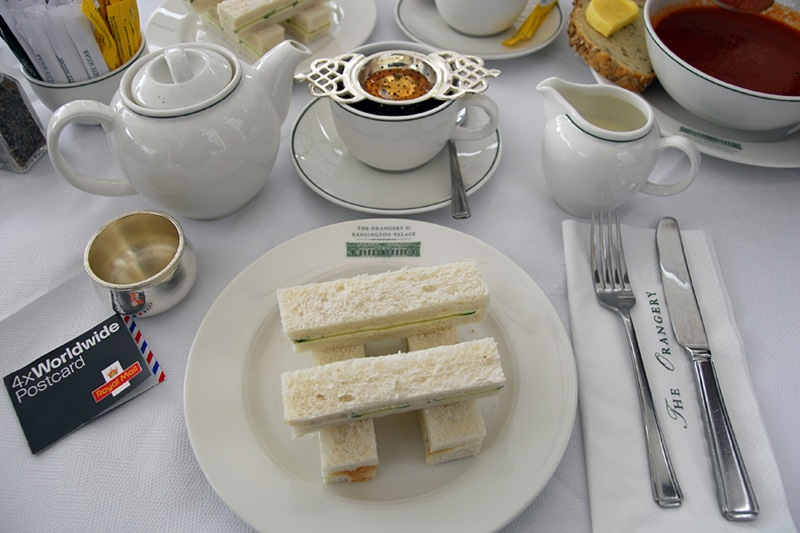

오이 샌드위치는 영국이 기원인 샌드위치의 하나이다. 현대의 다른 종류의 오이샌드위치는 대부분 미국에서 만들어지며, 크림치즈, 다진 딜이나 향신료, 호밀빵, 연어를 넣어 만들거나 빵 껍질을 제거하지 않기도 한다. 오이, 크림치즈를 섞은 녹색의 부드러운 스프레드인 ‘베네딕틴’을 넣고 만들기도 한다.
전통적인 오이 샌드위치는 버터를 얇게 바른 두 장의 흰 식빵 사이에 종잇장처럼 얇게 썬 오이를 넣고 만든다. 얇은 식빵을 사용하는 게 중요하므로 날이 넓은 칼로 밀도 높은 흰 풀먼 식빵을 잘라 쓴다. 오이를 자르기 전에 껍질을 벗겨 내거나 길게 포크 자국을 낸다. 오이 즙 때문에 축축해지지 않게 식빵에 버터를 골고루 얇게 바르고, 소금과 레몬 즙을 살짝 뿌려둔 얇게 썬 오이는 먹기 직전 식빵에 넣어야 물기 없이 깔끔하다. 식빵 껍질은 깨끗이 잘라내고, 대각선으로 두 번 잘라 삼각형의 샌드위치 네 조각을 만든다.
오이 샌드위치는 보통 간식으로 먹거나 오후에 차를 마실 때 같이 먹는데, 이는 오후 4시나 저녁 식사를 하기 전인 초저녁쯤이다. 또한, 오이 샌드위치는 잉글랜드에서 크리켓 경기의 휴식 시간에 흔히 먹는다. 인도에서도 영국의 영향으로, 크리켓 경기나 주말 소풍 때 오이 샌드위치를 많이 먹는다. 인도식 오이 샌드위치에는 녹색 처트니를 넣고 때로는 얇게 썬 삶은 감자를 넣기도 한다.
오이의 시원한 특성 때문에, 오이 샌드위치는 인도의 어느 지역에서는 따뜻한 날씨나 여름철에 자주 먹는다. 인도 항공에서는 단거리 국내 비행 시 오이 샌드위치를 채식주의자용 기내식으로 내기도 했다.

## 문화 및 역사
오이 샌드위치에는 단백질이 부족하므로 식사용으로 먹기에는 부적절하다. 영양적인 면에서 떨어지는 점은 의도된 것인데, 역사적으로 영국 빅토리아 시대의 상류층은 식사시간외에 차에 곁들여 먹을 간단한 음식이 필요했기 때문에 오이 샌드위치를 만들게 된 것이다. 형식적으로, 오이 샌드위치는 오후에 차 마시는 행사의 필수 음식이 되었다. 그와 반대로, 그 시대의 노동자계층은 거칠고 단백질을 많이 함유한 푸짐한 샌드위치를 선호하여 오후에 차 마시는 시간에 저녁대신 먹기도 했다.

## 같이 보기
- 카나페
- 오이 주스
- 샌드위치 목록
- 티 (식사)